# Lino Pasquali
Lino Pasquali (Vinci, 21 aprile 1919 – Firenze, 28 aprile 2006) è stato un imprenditore e agronomo italiano, fondatore della Pasquali Macchine Agricole.

## Biografia
Laureato in Scienze Agrarie, membro dell'Accademia dei Georgofili, nel primo dopoguerra fondò con successo quella che sarebbe diventata una delle più importanti industrie italiane della meccanizzazione agricola, la Pasquali Macchine Agricole. Pasquali è considerato una delle "figure più importanti nella storia della meccanizzazione agricola".